# Нимис
Нимис (итал. Nimis) —  коммуна в Италии, располагается в регионе Фриули-Венеция-Джулия, в провинции Удине.
Население составляет 2862 человека (2008 г.), плотность населения составляет 85 чел./км². Занимает площадь 33 км². Почтовый индекс — 33045. Телефонный код — 0432.
Покровителями коммуны почитаются святые Гервасий и Протасий, празднование 19 июня.

## Демография
Динамика населения:

## Администрация коммуны
- Официальный сайт: http://www.comune.nimis.ud.it Архивная копия от 2 марта 2022 на Wayback Machine